# الغضاة
الغضاة: إحدى مراكز محافظة طريب. تقع في شمال المحافظة على مسافة 15 كيلاً، ويقطنها 2100 نسمة.